# اوله میشچنکو
اوله میشچنکو (اوکراینی: Олег Володимирович Міщенко؛ زادهٔ ۱۰ اکتبر ۱۹۸۹) بازیکن فوتبال اهل اوکراین است.
از باشگاه‌هایی که در آن بازی کرده‌است می‌توان به باشگاه فوتبال متالورگ دونتسک، باشگاه فوتبال استال آلچفسک، باشگاه فوتبال اوورلا اوژهورود، باشگاه فوتبال آمکار پرم، و باشگاه فوتبال فورسکلا پولتاوا اشاره کرد.
وی همچنین در تیم‌های ملی فوتبال Ukraine national under-16 football team, Ukraine national under-17 football team, Ukraine national under-18 football team، و Ukraine national under-19 football team بازی کرده‌است.